# الوها
الوها (بالإنجليزية: Aloha)‏ هو فيلم كوميدي تم إنتاجه في الولايات المتحدة وصدر في سنة 2015. الفيلم من إخراج كاميرون كرو وكتابة كاميرون كرو. من بطولة برادلي كوبر وإيما ستون ورايتشل مكأدامز وبيل موري وجون كراسينسكي.

## القصة
تدور قصة الفيلم حول مستشار أسلحة للجيش الأمريكي يبلغ من العمر 37 عاما، ولا يحبه أحد، صديقه الوحيد هو تيكي حاسوب متطور للغاية . يرسله الجيش الأمريكي لجزيرة هاواي ليشرف على إطلاق قمر صناعي تجسسي متطور تنوي الولايات المتحدة إطلاقه، ويجب أن يحظى بموافقة المجلس المحلي في هاواي قبل إطلاق القمر الصناعي، يتقابل مع الميجور ليزا إن جي التي لا تتمتع بروح الدعابة كثيرًا، ويقابل أيضًا (تريسي) الحب الوحيد في حياته بعدما تزوجت وأصبح لديها طفلان، وعلى هذه الجزيرة يكتشف نفسه من جديد.

## الميزانية والإيرادات
بلغت تكلفة إنتاج الفيلم حوالي 37 مليون دولار بينما حقق إيرادات تقدر بـ 26.3 مليون دولار.

## وصلات خارجية
- الوها على موقع IMDb (الإنجليزية)
- الوها على موقع ميتاكريتيك (الإنجليزية)
- الوها على موقع روتن توميتوز (الإنجليزية)
- الوها على موقع نتفليكس (الإنجليزية)
- الوها على موقع قاعدة بيانات الأفلام العربية
- الوها على موقع ألو سيني (الفرنسية)
- الوها على موقع Turner Classic Movies (الإنجليزية)
- الوها على موقع أول موفي (الإنجليزية)
- الوها على موقع بوكس أوفيس موجو (الإنجليزية)
- الوها على موقع فيلمافينيتي (الإسبانية)